# Lysandra albodescens
Lysandra albodescens är en fjärilsart som beskrevs av Bright och Leeds 1938. Lysandra albodescens ingår i släktet Lysandra och familjen juvelvingar. Inga underarter finns listade i Catalogue of Life.